# Aposta suïcida
Aposta suïcida (títol original en anglès: Ten Seconds to Hell) és una pel·lícula estatunidenco-britànica dirigida per Robert Aldrich, estrenada el 1959. Ha estat doblada al català.

## Argument[2]
De tornada a Berlín després del final de la Segona Guerra Mundial, sis antics soldats alemanys decideixen d'unir-se per formar un equip de desactivació de mines. Conscients de la perillositat de la seva funció, capitalitzen un fons per tal que els supervivents estiguin a l'abric de necessitats. Sensata decisió, ja que les defuncions se succeeixen i aviat no queden més que dos membres: Karl Wirtz i Eric Koertner. Entre ells, una tensió exacerbada per la desaparició dels seus camarades i per la seva rivalitat amorosa per a Margot Hofer va in crescendo quan se'ls encarrega una missió particularment delicada: la desactivació d'una enorme bomba britànica..

## Repartiment
- Jeff Chandler: Karl Wirtz
- Jack Palance: Eric Koertner
- Martine Carol: Margot Hofer
- Robert Cornthwaite: Franz Loeffler
- Virginia Baker: Frau Bauer
- Richard Wattis: Major Haven
- Charles Nolte: El Doctor

## Al voltant de la pel·lícula
- La producció americano-britànica es va beneficiar de la col·laboració de la RDA i de la important infraestructura dels seus estudis de Babelsberg. Berlin-Est ha facilitat el rodatge de les escenes de l'arribada en els exsoldats al començament del film.[3]